# 24155 Серганов
24155 Серганов (24155 Serganov) — астероїд головного поясу, відкритий 15 листопада 1999 року.
Тіссеранів параметр щодо Юпітера — 3,593.